# Łubki (kolonia w województwie śląskim)
Łubki – kolonia w Polsce, położona w województwie śląskim, w powiecie tarnogórskim, w gminie Zbrosławice.
W latach 1975–1998 miejscowość należała administracyjnie do województwa katowickiego.